# Florian Rousseau
Florian Rousseau (Joinville-le-Pont, 3 febbraio 1974) è un ex pistard francese, vincitore di tre ori olimpici, due dei quali a Sydney 2000, e di dieci titoli mondiali.

## Palmarès

### Pista
- 1993

Campionati del mondo, Chilometro
Campionati francesi, Chilometro
- 1994

Campionati del mondo, Chilometro
Campionati francesi, Chilometro
- 1995

Campionati francesi, Velocità
Campionati francesi, Chilometro
1ª prova Coppa del mondo, Velocità a squadre (Atene, con Hervé Robert Thuet e Patrice Sulpice)
- 1996

Giochi olimpici, Chilometro
Campionati del mondo, Velocità
Campionati francesi, Velocità
Campionati francesi, Chilometro
- 1997

Campionati del mondo, Velocità
Campionati del mondo, Velocità a squadre (con Vincent Le Quellec e Arnaud Tournant)
Campionati francesi, Velocità
- 1998

Campionati del mondo, Velocità
Campionati del mondo, Velocità a squadre (con Vincent Le Quellec e Arnaud Tournant)
Campionati francesi, Velocità
Campionati francesi, Keirin
3ª prova Coppa del mondo, Velocità (Berlino)
- 1999

Campionati del mondo, Velocità a squadre (con Laurent Gané e Arnaud Tournant)
3ª prova Coppa del mondo, Velocità (Valencia)
- 2000

Giochi olimpici, Keirin
Giochi olimpici, Velocità a squadre (con Laurent Gané e Arnaud Tournant)
Campionati del mondo, Velocità a squadre (con Laurent Gané e Arnaud Tournant)
Campionati francesi, Velocità
- 2001

Campionati del mondo, Velocità a squadre (con Laurent Gané e Arnaud Tournant)

## Piazzamenti

### Competizioni mondiali
- Campionati del mondo

Hamar 1993 - Chilometro: vincitore
Hamar 1993 - Velocità: 8º
Palermo 1994 - Chilometro: vincitore
Bogotá 1995 - Chilometro: 2º
Bogotá 1995 - Velocità a squadre: 2º
Manchester 1996 - Velocità: vincitore
Manchester 1996 - Velocità a squadre: 3º
Perth 1997 - Velocità: vincitore
Perth 1997 - Velocità a squadre: vincitore
Bordeaux 1998 - Velocità: vincitore
Bordeaux 1998 - Velocità a squadre: vincitore
Berlino 1999 - Velocità: 3º
Berlino 1999 - Velocità a squadre: vincitore
Manchester 2000 - Velocità a squadre: vincitore
Anversa 2001 - Keirin: 6º
Anversa 2001 - Velocità: 3º
Anversa 2001 - Velocità a squadre: vincitore
Ballerup 2002 - Velocità: 3º
- Giochi olimpici[1]

Atlanta 1996 - Chilometro: vincitore
Atlanta 1996 - Velocità: 8º
Sydney 2000 - Keirin: vincitore
Sydney 2000 - Velocità: 2º
Sydney 2000 - Velocità a squadre: vincitore

## Riconoscimenti
- Diploma d'onore dell'Accademia dello Sport nel 1992
- Vélo d'Or francese della rivista Vélo Magazine nel 1993, 1996 e 1998
- Premio Francois Lafon dell'Accademia dello Sport nel 1993
- Premio Roland Peugeot dell'Accademia dello Sport nel 1996
- Premio Henry Deutsch de la Meurthe dell'Accademia dello Sport nel 1998
- Inserito tra le Gloires du sport